# Grb Krima
Grb Krima službeni je grb Republike Krim, jedne od federalnih jedinica Ruske Federacije. Ovaj grb je i službeni grb Autonomne Republike Krim koja stvarno više ne postoji, ali je službeno dio Ukrajine. Grb se koristi od 24. rujna 1992., a službeno je usvojen je usvojen 21. travnja 1999.
Grb se sastoji od crvenog štita sa srebrenim grifonom, okrenutim u heraldički desnu stranu, sa školjkom s azurnim biserom u desnoj šapi. S obje strane štita je po jedan bijeli stup. Iznad grba je izlazeće sunce, a ispod štita je plavo-bijelo-crveni ribon s motom Krima: Процветание в единстве (Prosperitet i jedinstvo).